# Automatismo (medicina)
Automatismo se refiere a un conjunto de comportamientos inconscientes breves. Por lo general, duran de varios segundos a minutos o, a veces, más, un tiempo durante el cual el sujeto desconoce sus acciones. Este tipo de comportamiento automático a menudo ocurre en ciertos tipos de epilepsia, como convulsiones parciales complejas en aquellos con epilepsia del lóbulo temporal, o como un efecto secundario de ciertos medicamentos, como el zolpidem.

## Variaciones
Hay diversos grados de automatismo. Algunos pueden incluir gestos simples, como frotarse los dedos, chasquear los labios, masticar o tragar, o acciones más complejas, como conductas de sonambulismo. Otros pueden incluir el habla, que puede o no ser coherente o sensible. El sujeto puede o no permanecer consciente de lo contrario a lo largo del episodio. Aquellos que permanecen conscientes pueden ser plenamente conscientes de sus otras acciones en el momento, pero desconocen su automatismo. 
En algunos automatismos más complejos, el sujeto entra en los comportamientos de sonambulismo mientras está completamente despierto hasta el momento en que comienza. En estos episodios, que pueden durar más tiempo, el sujeto procede a participar en actividades que realiza habitualmente, como cocinar, ducharse o conducir por una ruta familiar, o incluso puede mantener una conversación. Después del episodio, el sujeto recupera la conciencia, a menudo se siente desorientado y no recuerda el incidente. 